# Lucien Hubbard

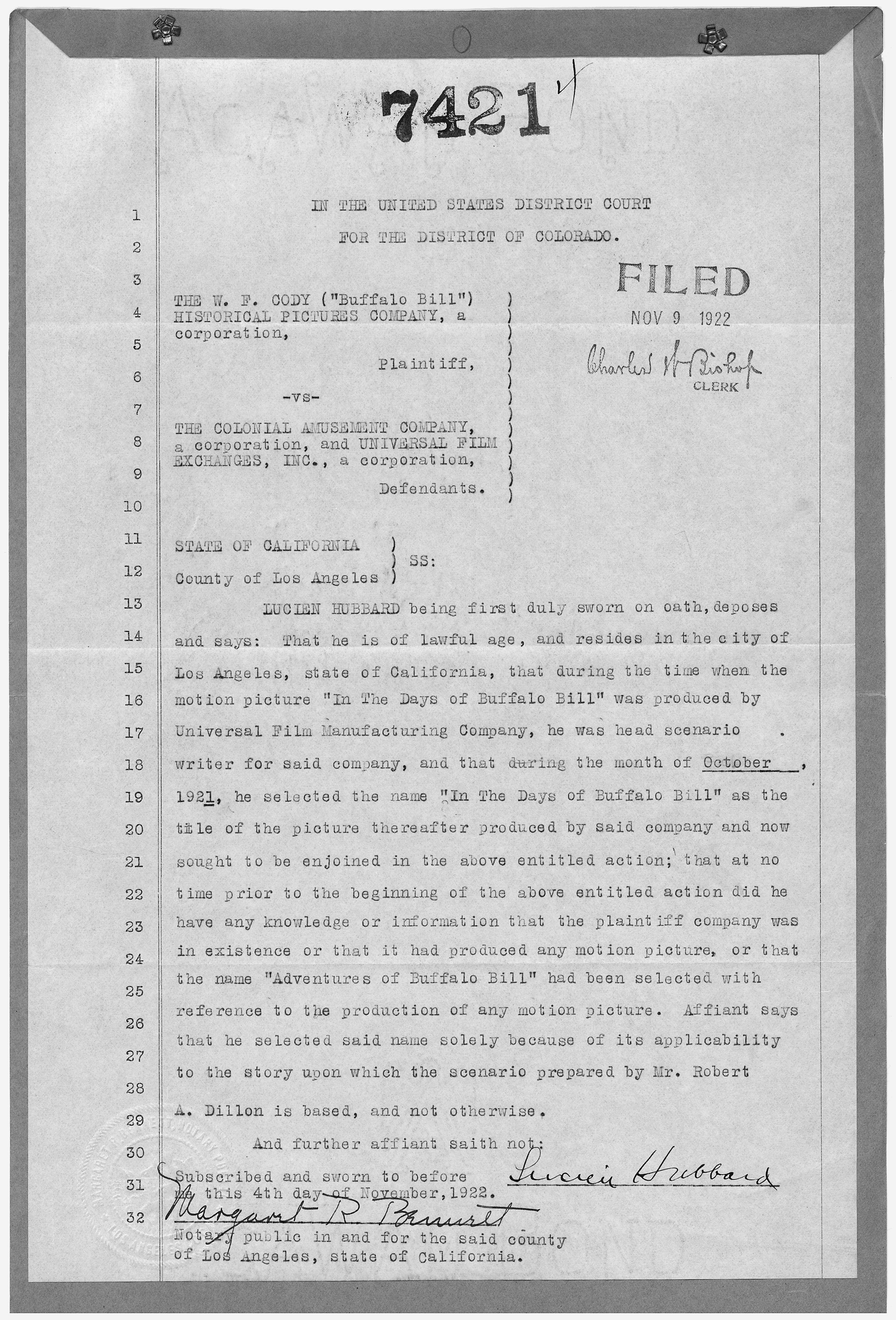
Affidavit of Lucien Hubbard, 1922.

Lucien Hubbard (Fort Thomas, 22 de diciembre de 1888 – Los Ángeles, 31 de diciembre de 1971) fue un productor y guionista estadounidense.

## Biografía
Antes de venir a Los Ángeles, fue editor nocturno de "The New York Times". Había escrito cinco guiones adicionales y decidió un día viajar a Hollywood para ver si podía vender alguno de ellos; vendió tres y en 1923 se lanzó su carrera. Una película que le encantaba se titulaba "The Vanishing American" y fue la primera película en retratar al indio de manera favorable; recibió un premio de la nación Cherokee por esta película. Descubrió y fue mentor de muchos talentos durante la vida de su carrera y fue conocido como un hombre muy generoso con un ojo agudo para los buenos escritores. Tenía dos hijas, Betty y Janet y un hermano, Harlan Hubbard, que se convirtió en un artista y escritor de renombre, que defendía la vida sencilla.
Hubbard fue mundialmente conocido por ser el productor de Alas, por el que recibió el primer Óscar a la mejor película. Lucien produjo o escribió 92 películas a lo largo de su carrera. Vivió en la misma casa de Beverly Hills hasta el día de su muerte, era un ávido jugador de polo y con frecuencia salía de los establos ubicados, en aquellos días, en la parte trasera de su propiedad de Hillcrest Road, a la casa de Will Rogers en Palisades. De vez en cuando también montaba a caballo en los estudios Paramount, donde había sido ascendido a presidente poco después de que se estrenara la película ganadora de un premio de la Academia, "Wings", que produjo. Esta película ayudó al director William A. Wellman a convertirse en películas de estudio importantes.

## Filmografía
Como guionista
| Título en España      | Título original       | Director(es)                 | Año  |
| --------------------- | --------------------- | ---------------------------- | ---- |
| The Angel Factory     | The Angel Factory     | Lawrence B. McGill           | 1917 |
| The Awakening of Ruth | The Awakening of Ruth | Edward H. Griffith           | 1917 |
| Terror of the Range   | Terror of the Range   | Stuart Paton                 | 1919 |
| The Black Gate        | The Black Gate        | Theodore Marston             | 1919 |
| The Climbers          | The Climbers          | Tom Terriss                  | 1919 |
| The Sporting Duchess  | The Sporting Duchess  | George Terwilliger           | 1920 |
| Fuera de la ley       | Outside the Law       | Tod Browning                 | 1920 |
| The Garter Girl       | The Garter Girl       | Edward H. Griffith           | 1920 |
| Captain Swift         | Captain Swift         | Tom Terriss, Chester Bennett | 1920 |
| A Master Stroke       | A Master Stroke       | Chester Bennett              | 1920 |
| Cheated Love          | Cheated Love          | King Baggot                  | 1921 |
| The Fox               | The Fox               | Robert Thornby               | 1921 |
| The Rage of Paris     | The Rage of Paris     | Jack Conway                  | 1921 |
| The Blazing Trail     | The Blazing Trail     | Robert Thornby               | 1921 |
| The Trap              | The Trap              | Robert Thornby               | 1922 |
| Daughters of Today    | Daughters of Today    | Rollin S. Sturgeon           | 1924 |
| La horda maldita      | The Thundering Herd   | William K. Howard            | 1925 |
| Alas                  | Wings                 | William A. Wellman           | 1927 |
| Pagada                | Paid                  | Sam Wood                     | 1930 |
| Isle of Escape        | Isle of Escape        | Howard Bretherton            | 1930 |
| El halcón maltés      | The Maltese Falcon    | Roy Del Ruth                 | 1931 |
| Dinero fácil          | Smart Money           | Alfred E. Green              | 1931 |
| El prófugo            | The Squaw Man         | Cecil B. DeMille             | 1931 |
| El testigo            | The Star Witness      | William A. Wellman           | 1931 |
| Tres vidas de mujer   | Three on a Match      | Mervyn LeRoy                 | 1932 |
| The Man Who Dared     | The Man Who Dared     | Crane Wilbur                 | 1939 |
| Todos a una           | Gung Ho!              | Ray Enright                  | 1943 |

Como director
| Título en España      | Título original       | Año  |
| --------------------- | --------------------- | ---- |
| Rose-Marie            | Rose-Marie            | 1928 |
| The Mysterious Island | The Mysterious Island | 1929 |

Como productor
| Título en España                      | Título original                       | Director(es)                | Año  |
| ------------------------------------- | ------------------------------------- | --------------------------- | ---- |
| Stranger in Town                      | Stranger in Town                      | Erle C. Kenton              | 1931 |
| Calamidad con suerte                  | A Successful Calamity                 | John G. Adolfi              | 1932 |
| So Big                                | So Big                                | William A. Wellman          | 1932 |
| The Mouthpiece                        | The Mouthpiece                        | James Flood, Elliott Nugent | 1932 |
| Weekend Marriage                      | Weekend Marriage                      | Thornton Freeland           | 1932 |
| Tempestad al amanecer                 | Storm at Daybreak                     | Richard Boleslawski         | 1932 |
| The Women in His Life                 | The Women in His Life                 | George B. Seitz             | 1933 |
| Operator 13                           | Operator 13                           | Richard Boleslawski         | 1933 |
| La mujer que he creado                | Made on Broadway                      | Harry Beaumont              | 1933 |
| Fugitive Lovers                       | Fugitive Lovers                       | Richard Boleslawski         | 1933 |
| El regreso de la forastera            | The Stranger's Return                 | King Vidor                  | 1933 |
| Beauty for Sale                       | Beauty for Sale                       | Richard Boleslawski         | 1933 |
| Employees' Entrance                   | Employees' Entrance                   | Roy Del Ruth                | 1933 |
| Se necesita un rival                  | The Working Man                       | John G. Adolfi              | 1933 |
| Rosa de medianoche                    | Midnight Mary                         | William A. Wellman          | 1933 |
| Amor libre / Dulces cadenas (Ex-Lady) | Amor libre / Dulces cadenas (Ex-Lady) | Robert Florey               | 1933 |
| The King's Vacation                   | The King's Vacation                   | John G. Adolfi              | 1933 |
| Luisiana                              | Lazy River                            | George B. Seitz             | 1934 |
| Murder in the Private Car             | Murder in the Private Car             | Harry Beaumont              | 1934 |
| The Show-Off                          | The Show-Off                          | Charles Reisner             | 1934 |
| Paris Interlude                       | Paris Interlude                       | Edwin L. Marin              | 1934 |
| Entre el amor y la muerte             | Society Doctor                        | George B. Seitz             | 1934 |
| Death on the Diamond                  | Death on the Diamond                  | Edward Sedgwick             | 1934 |
| Straight Is the Way                   | Straight Is the Way                   | Paul Sloane                 | 1934 |
| You Can't Buy Everything              | You Can't Buy Everything              | Charles Reisner             | 1934 |
| La fuerza del hampa                   | Exclusive Story                       | George B. Seitz             | 1935 |
| Times Square Lady                     | Times Square Lady                     | George B. Seitz             | 1935 |
| Pursuit                               | Pursuit                               | Edwin L. Marin              | 1935 |
| Calm Yourself                         | Calm Yourself                         | George B. Seitz             | 1935 |
| El héroe público número 1             | Public Hero No. 1                     | J. Walter Ruben             | 1935 |
| El crimen del casino                  | The Casino Murder Case                | Edwin L. Marin              | 1935 |
| Shadow of Doubt                       | Shadow of Doubt                       | Edwin L. Marin              | 1935 |
| Sworn Enemy                           | Sworn Enemy                           | Edwin L. Marin              | 1935 |
| El acorazado misterioso               | Murder in the Fleet                   | Edward Sedgwick             | 1935 |
| Here Comes the Band                   | Here Comes the Band                   | Paul Sloane                 | 1935 |
| Kind Lady                             | Kind Lady                             | George B. Seitz             | 1935 |
| The Longest Night                     | The Longest Night                     | Errol Taggart               | 1936 |
| Moonlight Murder                      | Moonlight Murder                      | Edwin L. Marin              | 1936 |
| La prueba suprema                     | Speed                                 | Edwin L. Marin              | 1936 |
| All American Chump                    | All American Chump                    | Edwin L. Marin              | 1936 |
| Ha desaparecido un hombre             | Sinner Take All                       | Errol Taggart               | 1936 |
| Bajo el manto de la noche             | Under Cover of Night                  | George B. Seitz             | 1936 |
| Women Are Trouble                     | Women Are Trouble                     | Errol Taggart               | 1936 |
| Ojos que matan                        | The Garden Murder Case                | Edwin L. Marin              | 1936 |
| El honor de la familia                | A Family Affair                       | George B. Seitz             | 1937 |
| Man of the People                     | Man of the People                     | Edwin L. Marin              | 1937 |
| Song of the City                      | Song of the City                      | Errol Taggart               | 1937 |
| Nick Carter, Master Detective         | Nick Carter, Master Detective         | Jacques Tourneur            | 1939 |
| 6000 Enemies                          | 6000 Enemies                          | George B. Seitz             | 1939 |

## Premios y distinciones
Premios Óscar
| Año  | Categoría       | Película                   | Resultado |
| ---- | --------------- | -------------------------- | --------- |
| 1928 | Mejor Película  | Alas                       | Ganador   |
| 1931 | Mejor argumento | Dinero fácil (Smart Money) | Nominado  |
| 1933 | Mejor argumento | El testigo                 | Nominado  |